# شخص حساس للزلازل
الشخص الحساس للزلازل هو شخص يدعي أن لديه القدرة على التنبؤ بالزلازل. ومن بين أشهر هؤلاء الأشخاص الحساسين للزلازل العالمي الجيولوجي الأمريكي جيم بركلاند، الذي يقترح أنه يجب توظيف الحساسية بشكل علمي فيما يتعلق بالتنبؤ بالزلازل.
وكثيرًا ما يقول الأشخاص الحساسون للزلازل إنهم يشعرون بتأثيرات بدنية وعقلية واضحة قبل وقوع الزلازل، بما في ذلك طنين الأذن والدوار والجرس في الأذن والصداع والأحلام المفعمة بالنشاط والقلق والرؤى.

## الاعتمادية
لا يوجد دليل على أن الأشخاص الحساسين للزلازل يمكنهم بشكل فطري التنبؤ بوقوع الزلازل، كما أن تلك الأعراض التي يطلق عليها اسم أعراض الزلازل تبقى في أفضل حالاتها خاضعة للكثير من الجدل. ولم يتم تقديم أي دليل علمي على هذه القدرات. ويقول جيم بيركلاند إنه تم تقصي الحقائق حول الحساسية تجاه الزلازل وتم اكتشاف أن هذا الأمر لا أساس له من الصحة. يحتفظ جين إيمري بسجل للتنبؤات النفسية، وقد ناقش التنبؤات الفاشلة لكلاريسا بيرنهاردت، بالإضافة إلى تلك التنبؤات المرتبطة بغيرها ممن يدعون حساسيتهم تجاه الزلازل. وفي عام 1976، توقعت كلاريسا بيرنهاردت بشكل خاطئ وقوع زلزال ضخم، وتنبأت بحدوثه بقوة 8 في نورث كارولاينا.

## الأسباب
وفقًا للمعالج رينو زد بيوريفوي، فإن الأسباب المقترحة لحساسية البشر للزلازل تشبه أسباب حساسية الحيوانات للزلازل. وقبل تراكم الضغط قبل وقوع الزلزال، يتشوه كريستال المرو (الكوارتز) في باطن الأرض مما يخلق شحنة كهربية. وهذه الظاهرة، والمعروفة باسم تأثير الكهرباء الانضغاطية، يمكن أن ترسل إشارات كهربية إلى الحيوانات. وتقول النظرية إن بعض الأشخاص الحساسين للزلازل يمكن أن يتعاملوا مع أي تغير في التأثر الكهرومغناطيسي في أي منطقة ينجم عن زيادة الضغوط على الصدوع الجيولوجية. وهناك أيضًا احتمالية لانبعاث غاز الرادون قبل وقوع الزلازل، وبشكل كافٍ بما يتيح للبشر الذين يمتلكون الحساسية الشعور به.
ومن بين الأشخاص الحساسين للزلازل المذكورين في كتاب كال أوراي الحساسة للزلازل The Man Who Predicts Earthquakes: Jim Berkland, maverick geologist (الرجل الذي يتنبأ بالزلازل: جيم بيركلاند، الجيولوجي المارق)، اقترحت أن التكوينات الكريستالية المختلفة بالمناطق المختلفة هي السبب في الأصوات البارزة التي تصدر عن مناطق مختلفة. كما أنها رأت كذلك أن الضغط كذلك يحدد الصوت، وقد قامت بتوفير مثال على دليل، حيث قالت إن أصوات الجرانيت مختلفة عن أصوات المرو.

## الأعراض المزعومة
- الصداع/الصداع النصفي[6]
- طنين الأذن (رنين الأذن)[6]
- الدوار[6]
- الأحلام[6]
- القلق[6]
- الرؤى العشوائية[6]
- آلام/أوجاع أخرى[6]

## أبرز التنبؤات
منذ السبعينيات من القرن العشرين، جذبت مجموعة من الأشخاص الحساسين للزلازل الاهتمام. وفي نوفمبر من عام 1974، تنبأت الحساسة للزلازل كلاريسا بيرنهاردت بشكل صحيح بزلزال بقوة 5.2 درجة في يوم عيد الشكر. وفي يناير عام 1980، عانى مارك واترمان، من والنوت كريك، كاليفورنيا، طنينًا في الأذن وتوقع أن يحدث زلزال في وقت قريب. وفي اليوم التالي، وقع زلزال بقوة 5.5 في ليفرمور. وفي مايو من عام 1980، تنبأت الحساسة للزلازل شارلوت كينغ من أوريغون بوقوع ثورة جبل سانت هيلينز في عام 1980 قبل وقوعه باثنتي عشرة دقيقة، بعد أن عانت من ألم حاد. وفي يوليو من نفس العام، زعم جيم بيركلاند أنه قد حَلُم بحلم شديد الإثارة ملخصه أنه «حوصر في منزل مظلم به أبواب وهمية وقاعات طويلة وغرف لا تعد ولا تحصى» بالإضافة إلى شخص يسأله عن زلزال. وبعد عدة أيام من ذلك، شعر بحدث «شوهد من قبل» عندما سأله أحد أصدقائه نفس السؤال حول زلزال بقوة 5.1 حدث في شاربسبيرج، بكنتاكي. وفي السابع عشر من أكتوبر عام 1989، عانت الصحفية كال أوراي من صداع شديد. وفي وقت لاحق من نفس اليوم، ضرب زلزال لوما بريتا عام 1989 بقوة 7.1، أو ما يطلق عليه اسم زلزال السلسلة العالمية، كاليفورنيا. كما أن بيركلاند كذلك توقع هذا الزلزال في الثالث عشر من أكتوبر. وفي عام 2003، تنبأ بيركلاند من كاليفورنيا، بالإضافة إلى شخصين آخرين يمتلكان الحساسية للزلازل، بوقوع زلزال بقوة 8.3. وفي سبتمبر من عام 2004، شعرت كلاريسا بيرنهاردت بالتشوش، وتوقعت وقوع زلزال، وقد وقع زلزال باركفيلد لعام 2004 بعد فترة قصيرة من ذلك. وفي أكتوبر من عام 2004، توقع بيركلاند وقوع زلزال قوته تتراوح بين 3.0 و5.0 بعد سماعه طنينًا في أذنه.
وفي اليوم التالي، ضرب زلزال بقوة 3.6 كاليفورنيا. وفي نوفمبر من عام 2004، سمع لي تشينج تشاي من تايشونج، بتايوان طنينًا في الأذن وتوقع أن يضرب زلزال بقوة 5.0 تايوان في الثاني عشر من نوفمبر. وفي يوم الثاني عشر من نوفمبر، حدث زلزال بقوة 4,1.
وفي وقت سابق من هذا العام، وفي الخامس عشر من أكتوبر، عام 2004، توقع تشينج تشي بدقة وقوع زلزال بقوة 7.0 درجات، والذي وقع في وقت لاحق من هذا اليوم. وفي عام 2005، توقع أحد الحساسين للزلازل حدوث زلزال بقوة 5.4 درجة في حنوب آلاسكا قبل وقوع الحدث بيومين، بعد أن قال إنه سمع طنينًا شديدًا في أذنه.